# Noël Fiessinger
Noël Armand Fiessinger, né le 24 décembre 1881 à Thaon-les-Vosges et mort le 15 janvier 1946 à Paris, est un médecin et physiologiste français.

## Biographie

### Une grande famille de médecins
Il est l'arrière petit-fils de Jacques Samuel Fiessinger, infirmier major à l'hôpital de Strasbourg après les campagnes napoléoniennes. Son grand père sera médecin cantonal à Mutzig. Son père Charles Fiessinger (1857-1942), qui quittera l'Alsace après les événements de 1870, sera lui aussi médecin dans les monts du Jura, à Oyonnax, puis à Paris à partir de 1901; il met un terme à la pratique médicale au début des années 1930. Ce dernier, correspondant national de l'Académie nationale de médecine (1896), a dirigé pendant plusieurs dizaines d'années Le Journal des praticiens, de 1901 à sa mort, a collaboré à des périodiques comme Candide  ou Le Figaro, et a publié de nombreux ouvrages.

### Carrière médicale
Il commence ses études de médecine à Lyon, nommé major à l'externat en 1900. En 1904, il est interne des Hôpitaux de Paris. Il exerce alors dans le service du professeur Anatole Chauffard qu'il considère comme son grand maître.
Durant la guerre de 1914-1918, Noël Fiessinger s'engage et dès le début du conflit il rejoint le front ; il est rapidement affecté au laboratoire d'un centre hospitalier (Montdidier) où il crée un laboratoire de fortune dédié à la biologie des plaies de guerre. Ses travaux se concluent par la publication d'un Traité de Biologie de la plaie de guerre, en collaboration avec le professeur Pierre Delbet.
Son engagement et ses missions aux postes les plus avancés lui valent la Croix de guerre et la Légion d'honneur à titre militaire.
Au début de la seconde guerre mondiale, âgé de 60 ans, il s'enrôle à nouveau  et suit les forces armées lors de l'embarquement à Dunkerque. Il est un des rares médecins à avoir les médailles militaires pour les  deux guerres mondiales . 
Revenu à la vie civile, il travaille sur les ferments des leucocytes (ouvrage paru en 1920) et l'exploration fonctionnelle du foie (ouvrage paru en 1925). Il est agrégé et nommé médecin des hôpitaux en 1920, chef de service en 1925, professeur de médecine expérimentale en 1931. Six fois lauréat de l'Académie de médecine (1910, 1915, 1917, 1918, 1924) et trois fois lauréat de l'Académie des sciences (1920, 1924), il a été prix Montyon pour la médecine et la chirurgie.
Il accumule les titres et les honneurs : codirecteur du Journal des Praticiens, vice-président de l'Association de la Presse médicale française, président de la Société de pathologie comparée, président de la Société anatomique, vice-président de la Société de biologie, officier de la Légion d'honneur... Il a été élu à l'Académie de médecine dans la section médecine le 15 octobre 1940, succédant à l'illustre neurobiologiste Pierre Marie.
À la retraite du professeur Carnot en 1939, il est nommé à la chaire de Clinique médicale de l'Hôtel-Dieu, mais la Deuxième Guerre mondiale le mobilise le 3 septembre 1939 avec fonction de consultant de l'Armée du Nord (1re armée), et ce n'est que le 13 octobre 1940 sous l'occupation qu'il prendra en charge la chaire de l'Hôtel-Dieu. À la fin de sa leçon d'ouverture, le médecin général Mahaut lui remit la croix de guerre, si bien que Fiessinger portait les croix de guerre des deux conflits mondiaux.
Il s'est investi dans le syndicalisme médical et a été Président de la Chambre syndicale des médecins de la Seine et président de la Confédération des syndicats médicaux français (CSMF). 
Il meurt en son domicile, 16 Boulevard Raspail dans le 7e arrondissement, le 15 janvier 1946 .
De nombreuses salles dans plusieurs hôpitaux parisiens portent le nom du professeur Fiessinger (hôpital Laennec, hôpital Saint-Antoine…), ainsi qu'un bâtiment du CHU d'Angers.

### Polémiques
Noël Fiessinger est le fils  de Charles Fiessinger, royaliste, soutien assumé de l'Action française, ami et médecin de Charles Maurras. Charles Fiessinger, qui publie quelques articles dans L'Action française, a été l'un des animateurs principaux des banquets médicaux d'Action française dans les années 1930, à Paris et en province. Il loue Maurras, qu'il a soigné lorsque ce dernier était en prison (1936-37) pour provocation au meurtre, lors d'une réunion en hommage au "maître du nationalisme intégral" en 1937. Il s'intéresse aussi aux étudiants d'Action française.
Proche de jeunes médecins d'origine juive comme Louis Lyon-Caen, Robert Debré ou Maurice Tubiana, Noël Fiessinger inspire et dirige en 1939 une thèse de médecine intitulée Aspect médical et social du problème des étrangers en France, rédigée par Albin Faivre,. Un chapitre y est en particulier consacré à « l'envahissement de la profession médicale par les étrangers et principalement par les Israélites. » Ouvertement antisémite et xénophobe,, la thèse reprend largement les thèmes idéologiques de l'Action française. Médecin et historien, auteur d'une étude consacrée à La Médecine française et les juifs, 1930-1945, Henri Nahum souligne à ce propos qu'« il est inhabituel qu'une thèse de médecine soit consacrée à un sujet autre que proprement médical, en particulier à un sujet social et, à plus forte raison, politique [...] On peut donc raisonnablement penser que les auteurs de ces deux thèses ainsi que les présidents ont voulu exprimer avec éclat leurs opinions et qu'ils n'ont pas été désavoués par les autres membres du jury. »

## Travaux et publications

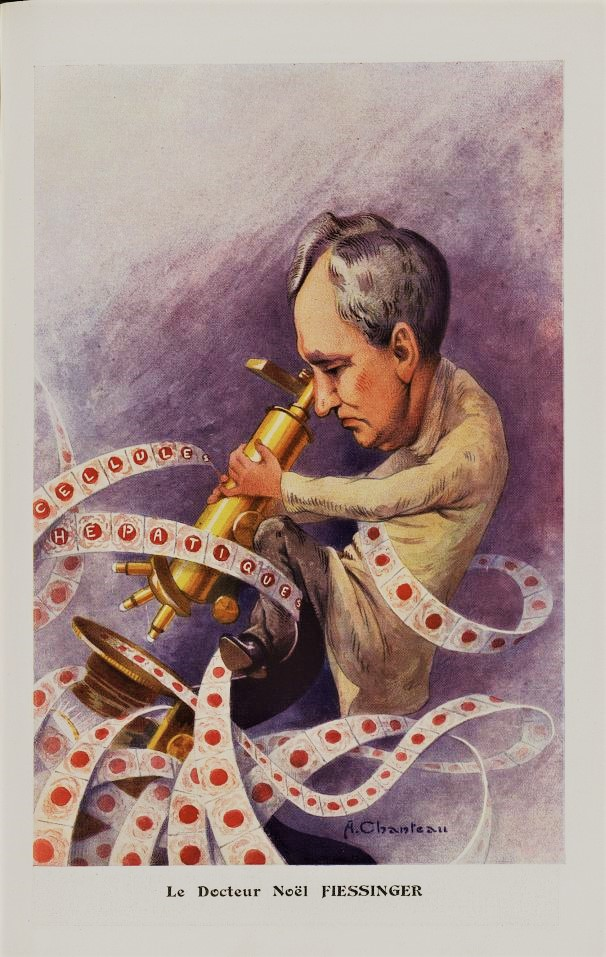
Le Docteur Fiessinger,Chanteclair, 1926

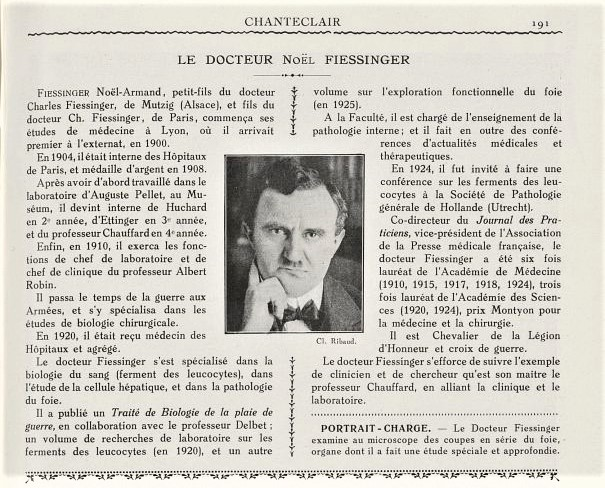
Le Docteur Noël Fiessinger, Chanteclair, 1926

Il est à l'origine de la découverte de la maladie de Fiessinger-Leroy-Reiter, et a élucidé l'histogenèse des cirrhoses (Thèse de Doctorat en 1908). 
Ses travaux de recherche ont été publiés dans plus de 700 articles et ses manuels et traités médicaux ont été des références durant de nombreuses années:
- Exposé des titres et des travaux scientifiques du Dr Noël Fiessinger, Paris : Impr. de C. Schlaeber, 1910, Texte intégral.
- « Feuillets de laboratoire du praticien », Journal des Praticiens, 1912.
- Les ictères toxiques et leur traitement, Paris, Maloine, 1913.
- Les pronostics du praticien en clientèle, Paris, A. Maloine, 1923.
- La médecine française au Maroc, Paris,  A. Maloine, 1923, lire en ligne sur Gallica.
- Les ferments des leucocytes en physiologie, pathologie et thérapeutique générales, Paris, Masson et cie, 1923.
- Exposé des titres et des travaux scientifiques du docteur Noël Fiessinger, Coulommiers, Impr. Paul Brodard, Paris, Masson et Cie, éditeurs, 1929, Texte intégral.
- Anémies. Le traitement par la méthode de Whipple, Tours, Impr. Arrault et Cie, Paris, Gaston Doin et Cie, éditeurs, 1930.
- La méthode comparative en pathologie, [leçon inaugurale donnée à la Faculté de médecine de Paris, chaire de pathologie expérimentale et comparée, le 17 novembre 1931], [Paris], [impr. de Tournon], 1931.
- Physiopathologie des syndromes endocriniens, Paris, Masson et Cie., 1933.
- Physiopathologie des traversées chimiques et bactériennes dans l'organisme, Paris, Masson et Cie., 1934.
- Nouveaux procédés d'exploration fonctionnelle du foie, 1934.
- Quelques remarques sur les artérites ectasiantes de l'endocardite maligne, Paris, Masson, 1935.
- Endocrinologie, Paris, Masson et Cie, 1935, 2ème édition, 1940.
- Traitement des ictères infectieux, Paris, Baillière, 1936.
- Explorations fonctionnelles, 1937.
- Quelques vérités premières (ou soi-disant telles) sur les maladies du foie, Paris, Masson et Cie, 1937.
- Les diagnostics biologiques, 1938.
- La Traversée digestive de l'eau, Saint-Dizier, Impr. de Brulliard, 1939.
- Les premiers pas en médecine, Paris, Masson et cie, 1940.
- Les Réserves de la santé en face de la maladie, Paris, Palais de la Découverte, 1941.
- Syndromes et maladies, Paris, Masson et cie, 1942.
- Les déficiences vitaminiques et hormonales, Paris, Masson et cie, 1942.
- Diagnostics difficiles, Paris, Masson, 1943.
- Étapes de maladies, Paris, Vigot, 1945.
- Les diagnostics biologiques et fonctionnels, Paris, Maloine, 1949.

En collaboration
- avec Pierre Marie, Les ferments digestifs des leucocytes, protéase et lipase : le zymodiagnostic : applications à la physiologie et à la pathologie générale, au diagnostic clinique et à la thérapeutique moderne, A. Maloine, Paris, 1910, lire en ligne sur Gallica.
- avec J Castaigne, Maladies du foie et des voies biliaires, méthodes générales de diagnostic et de thérapeutique, Paris, A. Poinat, 1918.
- avec Lucien Panisset, Les maladies infectieuses des animaux transmissibles à l'homme, Paris, Vigot frères éditeurs, 1933.
- avec Henry Walter, Nouveaux procédés d'exploration fonctionnelle du foie, Paris, Masson et Cie. , 1934.
- avec Alfred Gajdos, Urticaire et histamine, Paris, Vigot, 1937.
- avec Louis Bory, Clinique et pathologie comparée : vénéréologie, cancérologie, dermatoses, médecine générale, phyto-pathologie, Paris, Masson, 1939.
- avec Henri René Olivier et Maurice Herbain, Les diagnostics biologiques, Paris, Maloine, 1944.
- avec Michel Albeaux-Fernet, Les Hormones en thérapeutique, Paris, A. Legrand, 1948.

## Distinctions et reconnaissance
- Prix Montyon 1941[16].